# イ・ヒョンソ (IVEのメンバー)
イ・ヒョンソ（朝: 이현서、英: LEESEO、中: 李賢瑞、2007年2月21日- ）は、韓国のアイドル。女性アイドルグループIVEのメンバーで、ボーカルを務めている。IVE最年少メンバー（マンネ）である。アイドル名はイソ。

## 来歴
- 2016年（当時9歳）、SMエンタテインメント主催のSMキッズモデルオーディションに応募し合格。
- 2019年（当時12歳）、家族との買い物中にSTARSHIPエンターテインメントからスカウトを受けたことがきっかけで入社。練習生期間は2年だった[2]。
- 2021年11月7日　STARSHIPエンターテインメントがXでイソがIVEのメンバーであることを発表した[3]。12月1日、IVEとしてデビュー[4]。
- 2022年11月8日、STARSHIPエンターテインメントがイソが韓林演芸芸術高等学校へ入学することを発表[5]。
- 2023年8月18日、The North Faceの公式アンバサダーに就任した。ブランド関係者は今回の起用について「日々成長してゆくイソの若々しく健康的なイメージと、高級感がありながらユニークな魅力がブランドイメージにぴったりだと思った」と述べた[6]。
- 2024年4月28日、韓国の音楽番組『人気歌謡』のMCに就任[7]。毎週異なるコンセプトで多彩な姿を見せることから「カメレオンMC」と評されている[8]。

## 人物
- MBTIはENFP。
- 休まず動き回ることが好き。
- 口癖は「良いですね。」[9]。
- 4歳年下の妹がおり非常に仲が良い。
- 憧れのアイドルはaespaのカリナである。2022年の「2022 SBS歌謡大祭典」にて初対面を果たした[10]。

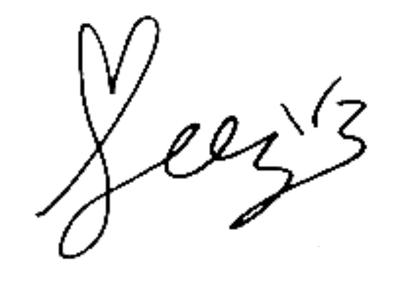
イソのサイン